# HD 71523
HD 71523，又名CD-28 6048，SAO 175851、HR 3331，是一颗恒星，视星等为6.73，位于銀經249.65，銀緯5.25，其B1900.0坐标为赤經8h 22m 43.4s，赤緯-28° 5.25′ 13″。